# Donau-Gymnasium Kelheim
Das  Donau-Gymnasium Kelheim  (kurz: DGK)  ist eines der drei Gymnasien im Landkreis Kelheim, Niederbayern.

## Geschichte
Die Gründung der Schule, welche damals noch im „Herzogskasten“ untergebracht war, erfolgte im Jahre 1948 unter der Bezeichnung „Donau-Oberrealschule Kelheim“.
1969 wurde das neue Schulgebäude am Rennweg bezogen. Gleichzeitig wurde der Schule der Name „Donau-Gymnasium Kelheim“ verliehen.
Im Schuljahr 2023/2024 unterrichteten 65 hauptamtliche Lehrkräfte 921 Schüler.

## Ausbildungsrichtungen
Das DGK begann als „mathematisch-naturwissenschaftliches“ Gymnasium, mit der derzeitigen Sprachenfolge Englisch, Latein oder Französisch/Spanisch.
Seit 1973 führt es zusätzlich einen „sprachlichen“ Zweig. Sprachenfolge ist in diesem Zweig Englisch, Latein und Französisch/Spanisch.

## Partnerschulen
- Collège Buvignier / Verdun (Frankreich)
- Collège Claude Massè / Ambares (Frankreich)
- Collège de Candolle / Genf (Schweiz)
- Effingham High School / Effingham (USA)
- Teutopolis High School / Effingham (USA)
- St. Anthony High School / Effingham (USA)
- Dieterich High School / Effingham (USA)

## Bekannte Schüler
- Johannes Buchner (* 1960), Ordinarius für Biotechnologie, Technischen Universität München
- Wolfgang A. Herrmann (* 1948), Ordinarius für Anorganische Chemie (ab 1979) und Präsident der Technischen Universität München 1995–2019
- Clemens Prokop (* 1957), Präsident des Deutschen Leichtathletik-Verbandes
- Bernhard Rumpe (* 1967), Ordinarius für Software Engineering an der RWTH Aachen
- Hansjörg Schellenberger (* 1948), Konzert- und Solo-Oboist, Dirigent
- Christian Schoppik (* 1965), deutscher Ministerialbeamter